# Erroll Garner
Erroll Louis Garner (ur. 15 czerwca 1921 w Pittsburghu, w stanie Pensylwania, zm. 2 stycznia 1977 w Los Angeles) – amerykański pianista i kompozytor jazzowy.
Karierę rozpoczął w 1937 grając w lokalnych zespołach. W 1944 przeniósł się do Nowego Jorku, gdzie występował jako członek zespołu Slama Stewarta. Potem założył własne trio. Szczyt jego popularności przypada na lata 50., kiedy nagrał głośną płytę Concert by the Sea (1955) i kilkakrotnie wystąpił w Europie. Choć był samoukiem i nie umiał czytać nut skomponował m.in. Koncert na fortepian i orkiestrę, muzykę do filmu A New Kind of Love (1963) oraz słynny standard jazzowy Misty (1959). Ze względu na chorobę płuc od 1975 zaprzestał występów.

## Wybrana dyskografia
- Passport to Fame (1944)
- Serenade to Laura (1945)
- The Elf (1945)
- Coctail Time (1947)
- Misty (1954)
- Solitaire (1955)
- Concert by the Sea (1955)
- Paris Impressions (1958)
- Dreamstreet (1959)
- Close-Up It Swing (1961)
- That’s My Kick (1967)